# Emil Ehrensberger
Emil Ehrensberger (Babenhausen, 25 settembre 1858 – Traunstein, 8 maggio 1940) è stato un chimico tedesco.

## Biografia
Ehrensberger studiò all'Università di Freiberg e inizialmente lavorò come chimico nel Krupp Hermannshütte a Neuwied. Ehrensberger fu membro del consiglio di amministrazione dal 1899 al 1916 e poi entrò nel consiglio di sorveglianza di Friedrich Krupp AG. È accreditato per a sua ricerca scientifica per la produzione di acciaio inossidabile.
La sua importante collezione di orologi è oggi esposta  nel Augustinermuseum di Friburgo in Brisgovia. Ehrensberger fu insignito della cittadinanza onoraria della città di Traunstein nel 1919. Nella sua casa di riposo a Traunstein aveva allestito un osservatorio astronomico sul tetto ancora oggi utilizzato che prese il nome dall'omonima cittadina.

## Opere
- Uwe Kessler: Zur Geschichte des Managements bei Krupp. Von den Unternehmensanfängen bis zur Auflösung der Fried. Krupp AG (1811–1943). Franz Steiner Verlag, Stuttgart 1995, ISBN 3-515-06486-9.
- Uhren aus vier Jahrhunderten. Sammlung Ehrensberger / Augustinermuseum Freiburg i. Br. (Katalog des Augustinermuseums, bearbeitet von Gerhard Wagner und Ian Fowler) Freiburg im Breisgau 1999.